# Centralna medicinska knjižnica, Ljubljana
Centralna medicinska knjižnica v Ljubljani je knjižnica, ki deluje v sklopu Medicinske fakultete v Ljubljani. Ustanovljena je bila leta 1945 skupaj z matično ustanovo, delovati pa je začela leto kasneje.
Njen namen je podpirati pedagoško in znanstvenoraziskovalno delo ter strokovnozdravstvene dejavnosti. Gradi knjižnične zbirke, posreduje informacije, ponuja spletne storitve, izposoja gradivo, izobražuje uporabnike in kopira gradivo.
Leta 2010 je imela 212.000 enot tiskanega gradiva, zagotavljala pa je 530 naslovov tekočih revij. Površina knjižnice obsega 1.187 m2. 

### Financiranje
Denar dobiva od Medicinske fakultete, pristojnega ministrstva, Agencije za raziskovalno dejavnost RS (razpisi za financiranje nakupa tuje periodike in baz podatkov v naslednjem letu), članarin, lastne strokovne dejavnosti in sponzorjev.

### Zgodovina
Pred njeno ustanovitvijo je za potrebe uporabnikov skrbela Univerzitetna knjižnica. Leta 1953 je bil ustanovljen Knjižnični odbor Medicinske fakultete. Istega leta je knjižnica začela sodelovati s s tujimi ustanovami. Leta 1977 je začela sodelovati pri študiju medicine z vajami pri predmetu Temelji znanstvenega informiranja in komuniciranja. Z računalniško obdelavo podatkov je začela leta 1978. Leta 1990 se je začela vključevati v sistem COBISS. Leta 1996 je začela opremljati gradivo s črtno kodo ter uvedla članarino in domačo spletno stran.

#### Vodenje knjižnice
- Alojz Kraigher (1945–1953)
- Sonja Gorec (1953–1989)
- Primož Južnič (1989–1993)
- Sonja Pogačnik (1993–1996)
- Anamarija Rožić (1996–2020)
- prof. dr. Tomaž Marš (2020-)